# Francis Pitous
Pas d'image ? Cliquez ici

a Compétitions nationales et continentales officielles uniquement.

Francis Pitous, né le 22 février 1953 à Montréal (Gers), est un joueur français de rugby à XIII dans les années 1970. Il occupe au cours de sa carrière le poste de ailier.
Il pratique le rugby à XIII au sein du club du Toulouse olympique XIII remportant au cours de sa carrière le Championnat de France en 1973 et 1975, avec ses coéquipiers Roger Garrigue, Charles Zalduendo, Francis Pierre, Maurice de Matos, Louis Bonnery et Jean-Claude Mayorgas.

## Palmarès
- Collectif :
  - Vainqueur du Championnat de France : 1973 et 1975 (Toulouse).
  - Finaliste du Coupe de France : 1976 (Toulouse)[1].